# 쿠스카틀란주

쿠스카틀란 주의 위치

쿠스카틀란주(스페인어: Cuscatlán)는 엘살바도르 중부에 위치한 주로 주도는 코후테페케이며 면적은 756km2, 인구는 252,528명(2013년 기준)이다. 16개 지방 자치체를 관할한다.